# Defensa Caro-Kann
La defensa Caro-Kann és una obertura de peó de rei en escacs, que es caracteritza pels moviments:
1. e4, c6
|  |

## Introducció
La continuació habitual és
2.d4 d5
seguit de 3.Cc3 (la variant moderna), 3.Cd2 (la variant clàssica), 3.exd5 (variant del canvi), o 3.e5 (Variant de l'Avenç). 3.Cc3 és la variant moderna que ha esdevingut més popular. La Caro-Kann, com la defensa siciliana i la defensa francesa, és classificada dins el grup de les "Obertures Semiobertes", tot i que hom la considera més sòlida i menys dinàmica que les altres. Sovint permet arribar a bons finals per les negres, que tenen la millor estructura de peons.
El nom de l'obertura es refereix al jugador anglès Horatio Caro i a l'austríac Marcus Kann, els quals l'analitzaren el 1886. Un altre dels primers teòrics de l'obertura fou el prussià Moritz Lewitt.

## Referència històrica
A mitjans del segle xix, Horatio Caro i Marcus Kann van introduir aquesta defensa, amb poc èxit.
En la dècada del vuitanta del mateix segle, Szymon Winawer la va utilitzar ocasionalment; però no seria fins a 1891 quan va començar a ser presa seriosament després de l'anàlisi general sobre la seva base teòrica que va ser publicat en el conegut Handbuch des Schachspiels de Paul Rudolph von Bilguer i Tassilo von Heydebrand und der Lasa.
Aron Nimzowitsch i Savielly Tartakower, a principis del segle xx, van demostrar les interessants possibilitats d'aquesta obertura. José Raúl Capablanca la va incloure en el seu repertori, igual que van fer diversos jugadors d'estil marcadament posicional, com ara Salo Flohr i els campions mundials Mikhaïl Botvinnik, Vassili Smislov i Tigran Petrossian, entre d'altres.
Recentment, Anatoli Kàrpov la va rescatar de cert oblit, i Garri Kaspàrov, en col·laboració amb Alexander Nikitin, li ha dedicat un estudi teòric. Altres jugadors notables com Anand i Topalov la fan servir ocasionalment.